# Chołbon
Chołbon (ros. Холбон) – osiedle typu miejskiego w Rosji, w Kraju Zabajkalskim, w rejonie szyłkińskim. W 2010 liczyło 2611 mieszkańców.